# Harriet Brooks

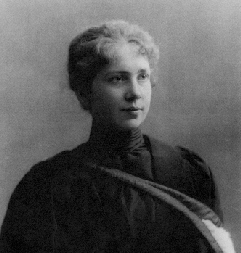
Harriet Brooks

Harriet T. Brooks (* 2. Juli 1876 in Exeter, Ontario; † 17. April 1933) war eine kanadische Atomphysikerin. Sie wurde von ihren Zeitgenossen – neben Marie Curie, Lise Meitner und Berta Karlik – als eine herausragende Frau auf dem Gebiet der Erforschung der Radioaktivität angesehen.

## Leben und Wirken
Im Jahr 1898 graduierte Harriet Brooks mit exzellenten Noten an der McGill University in Montreal in Mathematik und Naturphilosophie (BA) zu einer Zeit, als viele Menschen glaubten, Frauen sollten nicht an Universitäten zugelassen werden. Danach schloss sie sich der Forschungsgruppe um den neuseeländisch-englischen Physiker Ernest Rutherford in Montreal an.
1901 erhielt sie eine Promotionsstelle im Bryn Mawr College bei Philadelphia, einem Frauencollege, sie schrieb letztendlich aber keine Doktorarbeit. Sie gewann ein 'President's European Fellowship'-Stipendium und schloss sich damit 1902 der Forschungsgruppe um Joseph John Thomson an. Dort machte sie ihren Master-Abschluss.
1903 kehrte sie an die McGill University nach Montreal zurück. 1904 beobachtete sie erstmals das 'recoil'-Phänomen (Radioaktiver Rückstoß), interpretierte es aber falsch und konnte es auch nicht experimentell verifizieren. Erst im Winter 1908 gelang es Otto Hahn in Berlin den radioaktiven Rückstoß zweifelsfrei nachzuweisen und Anfang 1909 in der Physikalischen Zeitschrift zu veröffentlichen. Lise Meitner und Hahn verwendeten dann wenig später den Rückstoß zur Ausarbeitung einer neuen Methode zur Herstellung radioaktiver Zerfallsprodukte.
1904 bekam Brooks eine Stelle als Physik-Tutorin am Bernard College in New York. Im Oktober 1906 reiste sie mit ihren russischen Freunden (Maxim Gorki, Marija Andrejewa, Nikolai Burenin) nach Europa. 1906/1907 arbeitete sie mit Marie und Pierre Curie in Paris zusammen. Im Mai 1907 folgte sie einer Einladung Ernest Rutherfords nach London.
Am 13. Juli 1907 heiratete sie Frank Henry Pitcher. Sie zogen nach Montreal und bekamen drei Kinder. Wie viele Wissenschaftlerinnen ihrer Zeit beendete sie ihre Forschungen mit ihrer Heirat. Am 17. April 1933 starb Harriet Brooks nach langer Krankheit (Leukämie) im Alter von 56 Jahren.
Im Jahr 2002 wurde sie in die kanadische Ruhmeshalle für Wissenschaft und Technik aufgenommen. Am 28. November 2005 ehrte die kanadische Regierung, vertreten durch den für das Historic Sites and Monuments Board of Canada zuständigen Minister, Harriet Brooks und erklärte sie zu einer „Person von nationaler historischer Bedeutung“.

## Schriften (Auswahl)
- mit Ernest Rutherford: The New Gas from Radium. In: Transactions of the Royal Society of Canada. 2. Folge, Band 7, 1901, Sektion III, S. 21–25. (online)
- mit Ernest Rutherford: New Gas from Radium. In: The Chemical News and Journal of Physical Science. Band 85, 1902, S. 196–197.
- mit Ernest Rutherford: Comparison of the Radiations from Radioactive Substances. In: Philosophical Magazine. 6. Folge, Band 4, Nummer 19, 1902, S. 1–23, doi:10.1080/14786440209462814.